# كارل يوهان مالمستين
كارل يوهان مالمستين هو سياسي وعالم رياضيات سويدي، ولد 9 أبريل 1814 وتوفي في11 فبراير 1886، وهو شقيق الطبيب بير هنريك مالمستين.